# Confinamiento por la pandemia de COVID-19
Numerosos gobiernos decretaron cuarentenas, restricciones a la movilidad, cierres de establecimientos y aislamientos con el fin de limitar la expansión de la pandemia de COVID-19.
Cada gobierno nacional o regional adoptó restricciones diferentes y fue modulando su severidad a lo largo del tiempo. Los más extremos impusieron el cierre de todos los establecimientos no esenciales y de todos los medios de transporte, confinando a los ciudadanos en sus hogares salvo para realizar trabajos esenciales y adquirir necesidades básicas (alimentos, medicinas, etc.). 
La primera cuarentena por la pandemia de COVID-19 comenzó el 23 de enero de 2020 en la República Popular China, cuando el gobierno ordenó el encierro de la provincia de Hubei, que incluía a Wuhan, ciudad en donde se detectó por vez primera el virus SARS-CoV-2 que origina la enfermedad.
Las medidas enclaustraron a más de la mitad de la población mundial y provocaron que muchas empresas y organizaciones de todo tipo redujeran su actividad habitual, trabajasen en condiciones restringidas e incluso cesasen temporal o definitivamente sus actividades, especialmente en el caso de restaurantes, bares, centros educativos, centros comerciales, cines, negocios minoristas y toda actividad o evento que implique aglomeraciones. Esto causó un gran impacto socioeconómico en gran parte del mundo, incluyendo un fuerte aumento del desempleo, un incremento de la pobreza y la desigualdad económica así como de los casos de ansiedad, depresión, sobredosis de drogas y retraso en el aprendizaje escolar. Los confinamientos supusieron también un recorte de libertades para los ciudadanos afectados y condujeron a numerosas protestas. El confinamiento redujo también el consumo de petróleo así como las emisiones de dióxido de nitrógeno. A 2025, la comunidad científica no ha alcanzado un consenso sobre si el beneficio médico de los confinamientos compensó el coste que indujeron en la sociedad.

## Cuarentena por países
Los países que declararon cuarentena nacional o parcial (por regiones) de 14 a más días son los siguientes. Así mismo, otros Estados y regiones pusieron restricciones al ingreso de extranjeros.
| País o territorio      | Región                                                                      | Primer encierro                                                             | Primer encierro                                                             | Primer encierro | Primer encierro | Segundo encierro                                                                                               | Segundo encierro | Segundo encierro | Segundo encierro | Tercer encierro   | Tercer encierro  | Tercer encierro | Tercer encierro |  |
| País o territorio      | Región                                                                      | Fecha de comienzo                                                           | Fecha de término                                                            | Días            | Nivel           | Fecha de comienzo                                                                                              | Fecha de término | Días             | Nivel            | Fecha de comienzo | Fecha de término | Días            | Nivel           |  |
| ---------------------- | --------------------------------------------------------------------------- | --------------------------------------------------------------------------- | --------------------------------------------------------------------------- | --------------- | --------------- | --- | ---------------- | ---------------- | ---------------- | ----------------- | ---------------- | --------------- | --------------- |  |
| Albania                | Albania                                                                     | 13-03-2020                                                                  | 01-06-2020                                                                  | 80              | Nacional        | |                  |                  |                  |                   |                  |                 |                 |  |
| Alemania               | Baviera                                                                     | 20-03-2020                                                                  | 03-04-2020                                                                  |                 | Estado          | |                  |                  |                  |                   |                  |                 |                 |  |
| Alemania               | Friburgo, BW                                                                | 21-03-2020                                                                  | 03-04-2020                                                                  |                 | Ciudad          | |                  |                  |                  |                   |                  |                 |                 |  |
| Arabia Saudita         | Yeda                                                                        | 29-03-2020                                                                  | 14-04-2020                                                                  |                 | Ciudad          | |                  |                  |                  |                   |                  |                 |                 |  |
| Arabia Saudita         | La Meca                                                                     | 26-03-2020                                                                  | 14-04-2020                                                                  |                 | Ciudad          | |                  |                  |                  |                   |                  |                 |                 |  |
| Arabia Saudita         | Medina                                                                      | 26-03-2020                                                                  | 14-04-2020                                                                  |                 | Ciudad          | |                  |                  |                  |                   |                  |                 |                 |  |
| Arabia Saudita         | Qatif                                                                       | 09-03-2020                                                                  | 14-04-2020                                                                  |                 | Área            | |                  |                  |                  |                   |                  |                 |                 |  |
| Arabia Saudita         | Riad                                                                        | 26-03-2020                                                                  | 14-04-2020                                                                  |                 | Ciudad          | |                  |                  |                  |                   |                  |                 |                 |  |
| Argelia                | Argel                                                                       | 23-03-2020                                                                  | 14-04-2020                                                                  |                 | Ciudad          | |                  |                  |                  |                   |                  |                 |                 |  |
| Argelia                | Blida                                                                       | 23-03-2020                                                                  | 14-04-2020                                                                  |                 | Ciudad          | |                  |                  |                  |                   |                  |                 |                 |  |
| Argentina              | Argentina                                                                   | 20-03-2020                                                                  | 08-06-2020                                                                  | 81              | Nacional        | |                  |                  |                  |                   |                  |                 |                 |  |
| Armenia                | Armenia                                                                     | 24-03-2020                                                                  | 14-04-2020                                                                  |                 | Nacional        | |                  |                  |                  |                   |                  |                 |                 |  |
| Australia              | Escala nacional                                                             | 23-03-2020                                                                  | 24-04-2020                                                                  |                 | Nacional        | |                  |                  |                  |                   |                  |                 |                 |  |
| Australia              | Melbourne                                                                   |                                                                             |                                                                             |                 |                 | 08-07-2020 | 27-10-2020       |                  | Estado           |                   |                  |                 |                 |  |
| Australia              | Regional Victoria                                                           |                                                                             |                                                                             |                 |                 | 06-08-2020 | 16-09-2020       |                  | Estado           |                   |                  |                 |                 |  |
| Australia              | Australia del Meridional                                                    |                                                                             |                                                                             |                 |                 | 19-11-2020 | 22-11-2020       |                  | Estado           |                   |                  |                 |                 |  |
| Austria                | Austria                                                                     | 16-03-2020                                                                  | 13-04-2020                                                                  |                 | Nacional        | 22-11-2021 |                  |                  | Nacional         |                   |                  |                 |                 |  |
| Bangladés              | Bangladés                                                                   | 26-03-2020                                                                  | 25-04-2020                                                                  |                 | Nacional        | |                  |                  |                  |                   |                  |                 |                 |  |
| Bélgica                | Bélgica                                                                     | 18-03-2020                                                                  | 18-04-2020                                                                  |                 | Nacional        | |                  |                  |                  |                   |                  |                 |                 |  |
| Bolivia                | Bolivia                                                                     | 22-03-2020                                                                  | 31-08-2020                                                                  |                 | Nacional        | 23 de mayo 6 de junio cuarentena rígida y cuarentena dinámica departamento santa cruz y Cochabamba pando Lapaz |                  |                  |                  |                   |                  |                 |                 |  |
| Botsuana               | Botsuana                                                                    | 02-04-2020                                                                  | 30-04-2020                                                                  |                 | Nacional        | |                  |                  |                  |                   |                  |                 |                 |  |
| Brasil                 | Santa Catarina                                                              | 17-03-2020                                                                  | 08-04-2020                                                                  |                 | Estado          | |                  |                  |                  |                   |                  |                 |                 |  |
| Brasil                 | São Paulo                                                                   | 24-03-2020                                                                  | 30-05-2020                                                                  |                 | Estado          | |                  |                  |                  |                   |                  |                 |                 |  |
| Catar                  | Doha                                                                        | 11-03-2020                                                                  | 31-07-2020                                                                  |                 | Ciudad          | |                  |                  |                  |                   |                  |                 |                 |  |
| Chile                  | Cuarentena sectorial. Véase Cuarentena en Chile de 2020#Cuarentenas locales | Cuarentena sectorial. Véase Cuarentena en Chile de 2020#Cuarentenas locales | Cuarentena sectorial. Véase Cuarentena en Chile de 2020#Cuarentenas locales |                 | Parcial         | |                  |                  |                  |                   |                  |                 |                 |  |
| China                  | Hubei                                                                       | 23-01-2020                                                                  | 08-04-2020                                                                  |                 | Provincia       | |                  |                  |                  |                   |                  |                 |                 |  |
| China                  | Jia, Henan                                                                  | 01-04-2020                                                                  | 08-04-2020                                                                  |                 | Condado         | |                  |                  |                  |                   |                  |                 |                 |  |
| Chipre del Norte       | Chipre del Norte                                                            | 30-03-2020                                                                  | 03-04-2020                                                                  |                 | Nacional        | |                  |                  |                  |                   |                  |                 |                 |  |
| Colombia               | Colombia                                                                    | 25-03-2020                                                                  | 01-09-2020                                                                  |                 | Nacional        | |                  |                  |                  |                   |                  |                 |                 |  |
| Costa Rica             | Costa Rica                                                                  | 23-03-2020                                                                  | 30-04-2020                                                                  |                 | Nacional        | |                  |                  |                  |                   |                  |                 |                 |  |
| Croacia                | Croacia                                                                     | 18-03-2020                                                                  | 19-04-2020                                                                  |                 | Nacional        | |                  |                  |                  |                   |                  |                 |                 |  |
| Cuba                   | Cuba                                                                        | 23-03-2020                                                                  | 19-04-2020                                                                  |                 | Nacional        | |                  |                  |                  |                   |                  |                 |                 |  |
| Dinamarca              | Dinamarca                                                                   | 11-03-2020                                                                  | 13-04-2020                                                                  |                 | Nacional        | |                  |                  |                  |                   |                  |                 |                 |  |
| Ecuador                | Ecuador                                                                     | 16-03-2020                                                                  | 31-08-2020                                                                  |                 | Nacional        | |                  |                  |                  |                   |                  |                 |                 |  |
| El Salvador            | El Salvador                                                                 | 21-03-2020                                                                  | 16-06-2020                                                                  |                 | Nacional        | |                  |                  |                  |                   |                  |                 |                 |  |
| Emiratos Árabes Unidos | Emiratos Árabes Unidos                                                      | 26-03-2020                                                                  | 30-03-2020                                                                  |                 | Nacional        | |                  |                  |                  |                   |                  |                 |                 |  |
| Eritrea                | Eritrea                                                                     | 02-04-2020                                                                  | 23-04-2020                                                                  |                 | Nacional        | |                  |                  |                  |                   |                  |                 |                 |  |
| España                 | España                                                                      | 15-03-2020                                                                  | 21-06-2020                                                                  |                 | Nacional        | |                  |                  |                  |                   |                  |                 |                 |  |
| Estados Unidos         | California                                                                  | 19-03-2020                                                                  | 31-07-2020                                                                  |                 | Estado          | |                  |                  |                  |                   |                  |                 |                 |  |
| Estados Unidos         | Clark County, Nevada                                                        | 20-03-2020                                                                  | 31-07-2020                                                                  |                 | Condado         | |                  |                  |                  |                   |                  |                 |                 |  |
| Estados Unidos         | Connecticut                                                                 | 23-03-2020                                                                  | 22-04-2020                                                                  |                 | Estado          | |                  |                  |                  |                   |                  |                 |                 |  |
| Estados Unidos         | Illinois                                                                    | 21-03-2020                                                                  | 07-04-2020                                                                  |                 | Estado          | |                  |                  |                  |                   |                  |                 |                 |  |
| Estados Unidos         | Kansas City                                                                 | 24-03-2020                                                                  | 23-04-2020                                                                  |                 | Ciudad          | |                  |                  |                  |                   |                  |                 |                 |  |
| Estados Unidos         | Massachusetts                                                               | 24-03-2020                                                                  | 07-04-2020                                                                  |                 | Estado          | |                  |                  |                  |                   |                  |                 |                 |  |
| Estados Unidos         | Míchigan                                                                    | 24-03-2020                                                                  | 14-04-2020                                                                  |                 | Estado          | |                  |                  |                  |                   |                  |                 |                 |  |
| Estados Unidos         | Nueva York                                                                  | 20-03-2020                                                                  | 13-06-2020                                                                  |                 | Estado          | |                  |                  |                  |                   |                  |                 |                 |  |
| Estados Unidos         | Oregón                                                                      | 24-03-2020                                                                  | 31-07-2020                                                                  |                 | Estado          | |                  |                  |                  |                   |                  |                 |                 |  |
| Estados Unidos         | Wisconsin                                                                   | 24-03-2020                                                                  | 31-07-2020                                                                  |                 | Estado          | |                  |                  |                  |                   |                  |                 |                 |  |
| Filipinas              | Cebú                                                                        | 27-03-2020                                                                  | 14-04-2020                                                                  |                 | Provincia       | |                  |                  |                  |                   |                  |                 |                 |  |
| Filipinas              | Dávao                                                                       | 19-03-2020                                                                  | 14-04-2020                                                                  |                 | Región          | |                  |                  |                  |                   |                  |                 |                 |  |
| Filipinas              | Luzon                                                                       | 15-03-2020                                                                  | 14-04-2020                                                                  |                 | Isla            | |                  |                  |                  |                   |                  |                 |                 |  |
| Filipinas              | Mindanao Central                                                            | 23-03-2020                                                                  | 14-04-2020                                                                  |                 | Región          | |                  |                  |                  |                   |                  |                 |                 |  |
| Finlandia              | Uusimaa                                                                     | 27-03-2020                                                                  | 14-04-2020                                                                  |                 | Región          | |                  |                  |                  |                   |                  |                 |                 |  |
| Fiyi                   | Lautoka                                                                     | 20-03-2020                                                                  | 10-04-2020                                                                  |                 | Ciudad          | |                  |                  |                  |                   |                  |                 |                 |  |
| Fiyi                   | Suva                                                                        | 03-04-2020                                                                  | 17-04-2020                                                                  |                 | Ciudad          | |                  |                  |                  |                   |                  |                 |                 |  |
| Francia                | Francia                                                                     | 17-03-2020                                                                  | 10-05-2020                                                                  |                 | Nacional        | |                  |                  |                  |                   |                  |                 |                 |  |
| Ghana                  | Acra                                                                        | 30-03-2020                                                                  | 14-04-2020                                                                  |                 | Ciudad          | |                  |                  |                  |                   |                  |                 |                 |  |
| Ghana                  | Kumasi                                                                      | 30-03-2020                                                                  | 14-04-2020                                                                  |                 | Ciudad          | |                  |                  |                  |                   |                  |                 |                 |  |
| Georgia                | Georgia                                                                     | 31-03-2020                                                                  | 21-04-2020                                                                  |                 | Nacional        | |                  |                  |                  |                   |                  |                 |                 |  |
| Grecia                 | Grecia                                                                      | 23-03-2020                                                                  | 27-04-2020                                                                  |                 | Nacional        | |                  |                  |                  |                   |                  |                 |                 |  |
| Honduras               | Honduras                                                                    | 17-03-2020                                                                  | 19-04-2020                                                                  |                 | Nacional        | |                  |                  |                  |                   |                  |                 |                 |  |
| Hungría                | Hungría                                                                     | 28-03-2020                                                                  | 11-04-2020                                                                  |                 | Nacional        | |                  |                  |                  |                   |                  |                 |                 |  |
| India                  | India                                                                       | 25-03-2020                                                                  | 31-07-2020                                                                  |                 | Nacional        | |                  |                  |                  |                   |                  |                 |                 |  |
| Indonesia              | Tegal                                                                       | 26-03-2020                                                                  | 31-07-2020                                                                  |                 | Ciudad          | |                  |                  |                  |                   |                  |                 |                 |  |
| Indonesia              | Yakarta                                                                     | 10-04-2020                                                                  | 23-04-2020                                                                  |                 | Provincia       | |                  |                  |                  |                   |                  |                 |                 |  |
| Irak                   | Irak                                                                        | 22-03-2020                                                                  | 11-04-2020                                                                  |                 | Nacional        | |                  |                  |                  |                   |                  |                 |                 |  |
| Irlanda                | Irlanda                                                                     | 12-03-2020                                                                  | 05-05-2020                                                                  |                 | Nacional        | |                  |                  |                  |                   |                  |                 |                 |  |
| Israel                 | Bnei Brak                                                                   | 02-04-2020                                                                  | 31-07-2020                                                                  |                 | Nacional        | |                  |                  |                  |                   |                  |                 |                 |  |
| Italia                 | Italia                                                                      | 09-03-2020                                                                  | 18-05-2020                                                                  |                 | Nacional        | |                  |                  |                  |                   |                  |                 |                 |  |
| Japón                  | Japón                                                                       | 07-04-2020                                                                  | 06-05-2020                                                                  | 30              | Parcial         | |                  |                  |                  |                   |                  |                 |                 |  |
| Jordania               | Jordania                                                                    | 21-03-2020                                                                  | 12-04-2020                                                                  |                 | Nacional        | |                  |                  |                  |                   |                  |                 |                 |  |
| Kuwait                 | Kuwait                                                                      | 14-03-2020                                                                  | 29-03-2020                                                                  |                 | Nacional        | |                  |                  |                  |                   |                  |                 |                 |  |
| Líbano                 | Líbano                                                                      | 15-03-2020                                                                  | 29-03-2020                                                                  |                 | Nacional        | |                  |                  |                  |                   |                  |                 |                 |  |
| Liberia                | Margibi                                                                     | 23-03-2020                                                                  | 14-04-2020                                                                  |                 | Condado         | |                  |                  |                  |                   |                  |                 |                 |  |
| Liberia                | Montserrado                                                                 | 23-03-2020                                                                  | 14-04-2020                                                                  |                 | Condado         | |                  |                  |                  |                   |                  |                 |                 |  |
| Libia                  | Libia                                                                       | 22-03-2020                                                                  | 20-04-2020                                                                  |                 | Nacional        | |                  |                  |                  |                   |                  |                 |                 |  |
| Lituania               | Lituania                                                                    | 16-03-2020                                                                  | 27-04-2020                                                                  |                 | Nacional        | |                  |                  |                  |                   |                  |                 |                 |  |
| Luxemburgo             | Luxemburgo                                                                  | 18-03-2020                                                                  | 31-07-2020                                                                  |                 | Nacional        | |                  |                  |                  |                   |                  |                 |                 |  |
| Marruecos              | Marruecos                                                                   | 19-03-2020                                                                  | 20-04-2020                                                                  |                 | Nacional        | |                  |                  |                  |                   |                  |                 |                 |  |
| Madagascar             | Antananarivo                                                                | 23-03-2020                                                                  | 12-04-2020                                                                  |                 | Ciudad          | |                  |                  |                  |                   |                  |                 |                 |  |
| Madagascar             | Toamasina                                                                   | 23-03-2020                                                                  | 12-04-2020                                                                  |                 | Ciudad          | |                  |                  |                  |                   |                  |                 |                 |  |
| Malasia                | Malasia                                                                     | 18-03-2020                                                                  | 28-04-2020                                                                  |                 | Nacional        | |                  |                  |                  |                   |                  |                 |                 |  |
| México                 | Escala nacional                                                             | 22-03-2020                                                                  | 30-05-2020                                                                  | 70              | Nacional        | |                  |                  |                  |                   |                  |                 |                 |  |
| México                 | Chihuahua                                                                   |                                                                             |                                                                             |                 |                 | 23-10-2020 | 06-12-2020       | 44               | Estado           |                   |                  |                 |                 |  |
| México                 | Durango                                                                     |                                                                             |                                                                             |                 |                 | 03-11-2020 | 06-12-2020       | 33               | Estado           |                   |                  |                 |                 |  |
| México                 | Baja California                                                             |                                                                             |                                                                             |                 |                 | 07-12-2020 |                  |                  | Estado           |                   |                  |                 |                 |  |
| México                 | Ciudad de México                                                            |                                                                             |                                                                             |                 |                 | 19-12-2020 | 14-02-2021       |                  | Estado           |                   |                  |                 |                 |  |
| México                 | Colima                                                                      |                                                                             |                                                                             |                 |                 | |                  |                  |                  | 09-08-2021        |                  |                 | Estado          |  |
| México                 | Jalisco                                                                     |                                                                             |                                                                             |                 |                 | |                  |                  |                  | 09-08-2021        |                  |                 | Estado          |  |
| México                 | Estado de México                                                            |                                                                             |                                                                             |                 |                 | 19-12-2020 | 14-02-2021       |                  | Estado           |                   |                  |                 |                 |  |
| México                 | Guerrero                                                                    |                                                                             |                                                                             |                 |                 | |                  |                  |                  | 09-08-2021        |                  |                 | Estado          |  |
| México                 | Morelos                                                                     |                                                                             |                                                                             |                 |                 | 04-01-2021 | 14-02-2021       |                  | Estado           |                   |                  |                 |                 |  |
| México                 | Nayarit                                                                     |                                                                             |                                                                             |                 |                 | |                  |                  |                  | 09-08-2021        |                  |                 | Estado          |  |
| México                 | Nuevo León                                                                  |                                                                             |                                                                             |                 |                 | |                  |                  |                  | 09-08-2021        |                  |                 | Estado          |  |
| México                 | Sinaloa                                                                     |                                                                             |                                                                             |                 |                 | |                  |                  |                  | 23-07-2021        |                  |                 | Estado          |  |
| México                 | Guanajuato                                                                  |                                                                             |                                                                             |                 |                 | 04-01-2021 |                  |                  | Estado           |                   |                  |                 |                 |  |
| Montenegro             | Tuzi                                                                        | 24-03-2020                                                                  | 14-04-2020                                                                  |                 | Municipalidad   | |                  |                  |                  |                   |                  |                 |                 |  |
| Nepal                  | Nepal                                                                       | 24-03-2020                                                                  | 07-04-2020                                                                  |                 | Nacional        | |                  |                  |                  |                   |                  |                 |                 |  |
| Nigeria                | Abuya                                                                       | 30-03-2020                                                                  | 14-04-2020                                                                  |                 | Ciudad          | |                  |                  |                  |                   |                  |                 |                 |  |
| Nigeria                | Lagos                                                                       | 30-03-2020                                                                  | 14-04-2020                                                                  |                 | Ciudad          | |                  |                  |                  |                   |                  |                 |                 |  |
| Nigeria                | Ogun                                                                        | 30-03-2020                                                                  | 14-04-2020                                                                  |                 | Estado          | |                  |                  |                  |                   |                  |                 |                 |  |
| Noruega                | Noruega                                                                     | 12-03-2020                                                                  | 13-04-2020                                                                  |                 | Nacional        | |                  |                  |                  |                   |                  |                 |                 |  |
| Nueva Zelanda          | Nueva Zelanda                                                               | 26-03-2020                                                                  | 31-07-2020                                                                  |                 | Nacional        | |                  |                  |                  |                   |                  |                 |                 |  |
| Pakistán               | Azad Kashmir                                                                | 24-03-2020                                                                  | 07-04-2020                                                                  |                 | Provincia       | |                  |                  |                  |                   |                  |                 |                 |  |
| Pakistán               | Balochistan                                                                 | 24-03-2020                                                                  | 07-04-2020                                                                  |                 | Provincia       | |                  |                  |                  |                   |                  |                 |                 |  |
| Pakistán               | Gilgit-Baltistan                                                            | 22-03-2020                                                                  | 10-04-2020                                                                  |                 | Provincia       | |                  |                  |                  |                   |                  |                 |                 |  |
| Pakistán               | Punjab                                                                      | 24-03-2020                                                                  | 06-04-2020                                                                  |                 | Provincia       | |                  |                  |                  |                   |                  |                 |                 |  |
| Pakistán               | Sind                                                                        | 24-03-2020                                                                  | 07-04-2020                                                                  |                 | Provincia       | |                  |                  |                  |                   |                  |                 |                 |  |
| Países Bajos           | Países Bajos                                                                | 16-03-2020                                                                  | 15-04-2020                                                                  |                 | Nacional        | |                  |                  |                  |                   |                  |                 |                 |  |
| Panamá                 | Panamá                                                                      | 25-03-2020                                                                  | 12-10-2020                                                                  |                 | Nacional        | |                  |                  |                  |                   |                  |                 |                 |  |
| Papúa Nueva Guinea     | Papúa Nueva Guinea                                                          | 24-03-2020                                                                  | 13-04-2020                                                                  |                 | Nacional        | |                  |                  |                  |                   |                  |                 |                 |  |
| Paraguay               | Paraguay                                                                    | 11-03-2020                                                                  | 03-05-2020                                                                  |                 | Nacional        | |                  |                  |                  |                   |                  |                 |                 |  |
| Perú                   | Perú                                                                        | 16-03-2020                                                                  | 30-06-2020                                                                  | 107             | Nacional        | |                  |                  |                  |                   |                  |                 |                 |  |
| Polonia                | Polonia                                                                     | 13-03-2020                                                                  | 12-04-2020                                                                  |                 | Nacional        | |                  |                  |                  |                   |                  |                 |                 |  |
| Portugal               | Portugal                                                                    | 9-03-2020                                                                   | 04-05-2020                                                                  |                 | Nacional        | 15-1-2021 | 1-3-2021         |                  | Nacional         |                   |                  |                 |                 |  |
| Omán                   | Omán                                                                        | 10-04-2020                                                                  | 22-04-2020                                                                  |                 | Parcial         | |                  |                  |                  |                   |                  |                 |                 |  |
| Reino Unido            | Reino Unido                                                                 | 23-03-2020                                                                  | 31-07-2020                                                                  |                 | Nacional        | |                  |                  |                  |                   |                  |                 |                 |  |
| República Checa        | República Checa                                                             | 16-03-2020                                                                  | 12-04-2020                                                                  |                 | Nacional        | |                  |                  |                  |                   |                  |                 |                 |  |
| República del Congo    | República del Congo                                                         | 31-03-2020                                                                  | 20-04-2020                                                                  |                 | Nacional        | |                  |                  |                  |                   |                  |                 |                 |  |
| República Dominicana   | República Dominicana                                                        | 19-03-2020                                                                  | 31-07-2020                                                                  |                 | Nacional        | |                  |                  |                  |                   |                  |                 |                 |  |
| Ruanda                 | Ruanda                                                                      | 21-03-2020                                                                  | 19-04-2020                                                                  |                 | Nacional        | |                  |                  |                  |                   |                  |                 |                 |  |
| Rumania                | Rumania                                                                     | 25-03-2020                                                                  | 12-05-2020                                                                  |                 | Nacional        | |                  |                  |                  |                   |                  |                 |                 |  |
| Rusia                  | Moscú                                                                       | 30-03-2020                                                                  | 01-05-2020                                                                  |                 | Ciudad          | |                  |                  |                  |                   |                  |                 |                 |  |
| Samoa                  | Samoa                                                                       | 26-03-2020                                                                  | 09-04-2020                                                                  |                 | Nacional        | |                  |                  |                  |                   |                  |                 |                 |  |
| Serbia                 | Serbia                                                                      | 15-03-2020                                                                  | 31-07-2020                                                                  |                 | Nacional        | |                  |                  |                  |                   |                  |                 |                 |  |
| Singapur               | Singapur                                                                    | 07-04-2020                                                                  | 04-05-2020                                                                  |                 | Nacional        | |                  |                  |                  |                   |                  |                 |                 |  |
| Suiza                  | Suiza                                                                       | 17-03-2020                                                                  | 31-07-2020                                                                  |                 | Nacional        | |                  |                  |                  |                   |                  |                 |                 |  |
| Sudáfrica              | Sudáfrica                                                                   | 26-03-2020                                                                  | 30-04-2020                                                                  |                 | Nacional        | |                  |                  |                  |                   |                  |                 |                 |  |
| Tailandia              | Tailandia                                                                   | 25-03-2020                                                                  | 30-04-2020                                                                  |                 | Nacional        | |                  |                  |                  |                   |                  |                 |                 |  |
| Túnez                  | Túnez                                                                       | 22-03-2020                                                                  | 19-04-2020                                                                  |                 | Nacional        | |                  |                  |                  |                   |                  |                 |                 |  |
| Turquía                | Turquía                                                                     | 11-04-2020                                                                  | 13-04-2020                                                                  |                 | Nacional        | |                  |                  |                  |                   |                  |                 |                 |  |
| Ucrania                | Ucrania                                                                     | 17-03-2020                                                                  | 24-04-2020                                                                  |                 | Nacional        | |                  |                  |                  |                   |                  |                 |                 |  |
| Venezuela              | Venezuela                                                                   | 17-03-2020                                                                  | 31-05-2020                                                                  |                 | Nacional        | |                  |                  |                  |                   |                  |                 |                 |  |
| Zimbabue               | Zimbabue                                                                    | 30-03-2020                                                                  | 12-04-2020                                                                  | 14              | Nacional        | |                  |                  |                  |                   |                  |                 |                 |  |

## Cuarentena por continente

### Asia

#### China
[[File:
|Situación de Wuhan durante la pandemia (2020)]]
El cierre de Hubei y el confinamiento de su población fue una acción ordenada por el Gobierno de la República Popular China en un esfuerzo por contener la expansión de la pandemia de COVID-19 (una epidemia entonces, con Wuhan como principal foco). Comenzó el 23 de enero de 2020 y terminó el 8 de abril, cuando durante varios días seguidos apenas se detectaron casos de contagio local o muertes. Durante ese tiempo se puso en cuarentena a la población de Hubei, una de las veintidós provincias de China, mediante la implantación de importantes restricciones en el movimiento de personas y el cese de actividades no esenciales.

#### India
Las políticas de confinamiento en India por la pandemia de COVID-19 fue declarada por el primer ministro Narendra Modi el 24 de marzo de 2020, por 21 días, limitando el movimiento de las 1.300 millones de personas de la India como medida preventiva contra la Pandemia de COVID-19 en India. Esto fue ordenado después de que voluntarios públicos quedaran 14 horas en un toque de queda público el 22 de marzo, seguido por la ejecución de una serie de reglas en las partes del país afectadas por el COVID-19.
Observadores declararon que el confinamiento había retrasado el índice de crecimiento de la pandemia para el 6 de abril a un índice de duplicarse cada seis días, y del 18 abril, a un índice de duplicarse cada ocho días.
Cuando terminó el primer confinamiento, gobiernos estatales y comités locales recomendaron extenderlo. Los gobiernos estatales de Odisha y de Punyab se adelantaron al extender el confinamiento hasta el 1 de mayo. Maharashtra, Karnataka, Bengala Occidental y Telangana hicieron lo mismo tiempo después. Para el 14 de abril, Narendra Modi extendió el confinamiento nacional hasta el 3 de mayo, con una relajación condicional después del 20 de abril para las regiones donde la propagación había sido contenida.

### Europa

#### España
Las políticas de confinamiento en España por la pandemia de COVID-19 son acciones tomadas por el gobierno español para limitar los contagios, principalmente, la aplicación en tres ocasiones del estado de alarma. La primera vez se declaró para establecer una cuarentena nacional, la segunda vez para aplicar restricciones en la Comunidad de Madrid, y la última vez para imponer un toque de queda.
El primero de estos estados de alarma, que trajo consigo el confinamiento de toda la población, entró en vigor domingo 15 de marzo de 2020 a las 00:00 con la publicación en el BOE, pese al anuncio de Sanchez a las 21:00 de la noche del sábado 14 de marzo. El confinamiento, sin embargo, observaba diversas excepciones, como adquirir alimentos o medicinas, acudir al puesto de trabajo o atender emergencias. Las restricciones también incluyeron la clausura de establecimientos no esenciales, como bares, restaurantes, discotecas, cafeterías, cines, negocios comerciales y minoristas. A causa de esto muchas empresas y pymes españolas tuvieron que recurrir a ERTE para suspender temporalmente el empleo de sus trabajadores.
El anuncio vino seguido de un aumento significativo en la cantidad de casos pasando el 14 de marzo de 3146 a 5232, aumentando en un 66 %. Según el presidente del Gobierno de España, Pedro Sánchez, esta «decisión extraordinaria» fue necesaria al tratarse de un tema de salud y de una crisis social y económica.
Una parte de la población española tuvo dificultad para acatar las medidas de dicha cuarentena, habiéndose levantado a 2 de mayo cerca de 800 000 denuncias (sobre una población aproximada de 47,4 millones) por saltarse las medidas de confinamiento. Entre ese día y el 7 de junio se han propuesto otras 600 000 sanciones y han sido detenidas unas 5000 personas por desobediencia grave a los agentes de la autoridad.
El 28 de abril se anunció el Plan de desconfinamiento de España, consistente en cuatro fases en las que se reducen de manera gradual las limitaciones del confinamiento. Durante la desescalada sectores de la población empezaron a organizar protestas contra la gestión del Gobierno, del cual pidieron su dimisión.
El 21 de junio, con el final de la última prórroga del estado de alarma, el país pasó a lo que se ha denominado como «nueva normalidad». Fue entonces cuando los gobiernos central y autonómicos retomaron sus competencias habituales.

### América

#### Argentina
Las medidas sanitarias en Argentina para combatir la pandemia de COVID-19 fueron una serie de decisiones estratégicas y operativas de política de salud pública para combatir la pandemia tomadas por el expresidente de la Nación Alberto Fernández y los gobernadores de provincia. Incluyeron las medidas de prevención de contagios, investigaciones y tratamientos experimentales, creación de infraestructura y abastecimiento de recursos médicos, protocolos sanitarios para los lugares de trabajo, y la campaña de vacunación contra la COVID-19 iniciada el 29 de diciembre de 2020, apuntando a estabilizar la situación mediante una combinación de varias acciones. Las dos principales medidas para mitigar la pandemia fueron el aislamiento o cuarentena de la población, denominado Aislamiento Social Preventivo y Obligatorio (ASPO) y el Distanciamiento Social Preventivo y Obligatorio (DiSPO). El ASPO abarcó inicialmente todo el territorio del país desde el 20 de marzo hasta el 26 de abril inclusive. A partir del 27 de abril se establecieron medidas segmentadas territorialmente, de aislamiento o distanciamiento, según lo exigiera la situación sanitaria de cada lugar.
Inicialmente la pandemia se concentró principalmente en el Área Metropolitana de Buenos Aires (AMBA), pero hacia la mitad del año se extendió la pandemia a todo el territorio, con excepción de la provincia de Formosa, que mantuvo un control estricto de fronteras.
Las medidas sanitarias fueron en general aceptadas por la mayoría de la población, sin perjuicio de una alta preocupación por las consecuencias económicas y sociales de la pandemia, tendiendo a decaer en el tiempo con el hartazgo que genera la situación. Algunos sectores de la población, conocidos como «los anticuarentena», se han mostrado muy críticos frente a la cuarentena y frente a las vacunas, convocando a manifestaciones públicas, "cacerolazos" y actos de desobediencia civil. A comienzos de mayo algunos observadores consideraban que en Buenos Aires y otras partes del país, sectores considerables de la población estaban incumpliendo las medidas de aislamiento y distanciamiento en una actitud de "desobediencia civil de hecho", que pudo haber influido en los rebrotes y agravamientos de la pandemia.
El 29 de diciembre de 2020 comenzó la campaña de vacunación. El presidente informó que llegarían al país 10 millones de dosis para enero de 2021, número que no se concretó debido a incumplimientos de las empresas proveedoras. A partir de marzo comenzaron a llegar vacunas y en agosto también comenzaron a producirse localmente. Hacia el 1 de octubre de 2021, 29 760 609 personas habían recibido una dosis, representando el 66,13 % de la población total del país, mientras que 22 636 279 personas, el 50,30 % de la población total, recibieron dos dosis.
 El viernes 10 de abril el gobierno nacional comunicó pública y oficialmente la extensión del DNU, por lo tanto la cuarentena se extendió hasta el 26 de abril con el objetivo de aplanar el pico de la curva de contagios.

##### Situación estimada del sistema laboral en la provincia de Santiago del Estero y la ciudad de Mar del Plata
La pandemia ha cambiado la situación laboral de un gran porcentaje de la población, ya que un elevado número de personas han perdido sus trabajos o se les ha reducido el salario o la jornada laboral. A esto hay que añadirle las dificultades para adaptarse al teletrabajo. La repercusión de estos hechos se pueden ver en los datos recogidos en un estudio de la Universidad Nacional de Santiago del Estero, en el que se informa sobre el impacto que han tenido las medidas del Gobierno argentino para frenar la expansión de la COVID-19, el Aislamiento Social Preventivo y Obligatorio (ASPO), en el ámbito laboral de Argentina y Mar del Plata. En particular, se analiza la situación en dos sectores tradicionalmente ocupados por mujeres y que se han visto muy perjudicados por la pandemia: los trabajos domésticos y de cuidados no remunerados.
Esta nueva realidad ha afectado principalmente a las mujeres, ya que no solo tienen que hacer frente a sus jornadas laborales, remuneradas o no, sino que también, en la mayoría de los casos, son las encargadas de cuidar de las personas dependientes. Esta situación es incluso mayor en los casos de convivencia con menores de edad por el cierre de los centros educativos como consecuencia de la pandemia. De este modo, el número total de horas que las mujeres dedican a las tareas del hogar y de cuidados ha aumentado considerablemente en el 43% de las asalariadas y en el 76% las mujeres no remuneradas (Actis Di Pasquale, Barboni, Florio, Ibarra, & Savino, 2020). A su vez, hay que destacar que este colectivo suele tener puestos precarios, en situaciones irregulares o, incluso, no remunerados. La pandemia también ha conllevado una oleada de despidos, de los cuales más de la mitad se efectuaron sobre puestos de trabajo ocupados por mujeres. Además, un 65 % de los puestos de trabajo suspendidos durante la cuarentena pertenecían a este colectivo.
Cabe señalar que, en el caso Mar del Plata, solo en el servicio doméstico trabajan un 13,1% de mujeres frente al 0,1% de hombres. Además, a nivel nacional, aproximadamente el 90% de las mujeres afirman que ejercen trabajos no remunerados en los hogares (Actis Di Pasquale, Barboni, Florio, Ibarra, & Savino, 2020). Estos datos reflejan tanto la elevada presencia femenina en este ámbito como el hecho de que la pandemia ha afectado en especial al papel de las mujeres en el mundo laboral y en sus hogares.

#### Bolivia
Las políticas de confinamiento en Bolivia son el conjunto de medidas destinadas a evitar la propagación del virus que produce la enfermedad Covid-19 en este país, la misma fue declara el 21 de marzo y a regir desde el domingo 22 de marzo de 2020.  Previamente se habían dispuesto otras medidas restrictivas o  semi cuarentena que incluía una serie de medidas restrictivas de circulación de personas, ajustes de horarios laborales, suspensión de clases a nivel escolar y universitario, recorte y redefinición de horarios de trabajo, restricciones en reuniones y concentraciones, entre otras medidas determinadas a nivel del Estado central y de los gobiernos autónomos de nivel departamental y municipal.
De esta manera, Oruro se convirtió en la primera ciudad de Bolivia en asumir medidas de restricción de circulación y toque de queda, posteriormente la medida adquirió alcance departamental tras la emisión de una ley departamental al respecto.
El 13 de marzo ante la confirmación de 7 casos positivos  el Gobierno Autónomo Municipal de Oruro (GAMO) anunció una serie de medidas de restricción enunciadas en la ley municipal de declaratoria de alerta roja que comenzó a regir a partir del 16 de marzo de 2020 con una duración de 14 días hasta el 31 de marzo de 2020, en un esfuerzo conjunto para evitar que el virus se expanda por todo el territorio del departamento, ya que la mayoría de casos identificados corresponden a habitantes de este departamento de Bolivia.
El martes 14 de abril a las 15:50 Bolivia amplía su cuarentena hasta el 30 de abril, según comunicó la presidenta Jeanine Áñez, tras una reunión con su Gabinete de ministros que se prolongó por más de seis horas.
La determinación surge ante las proyecciones que anticipan que el país llegará a su pico más alto de contagios de Covid-19 en las dos siguientes semanas, por lo que se requiere que el aislamiento se cumpla de forma más estricta.
El miércoles 29 de abril a las 13:48, la presidenta Jeanine Áñez comunicó que la cuarentena total se mantendrá en el país hasta el 10 de mayo y que, desde el 11, se evaluará su flexibilización en determinadas ciudades y departamentos, con base en evaluaciones de riesgo que hagan autoridades de salud.

#### Colombia
El Aislamiento Preventivo Obligatorio en Colombia  o confinamiento de Colombia de 2020, fue un periodo de distanciamiento físico y social durante la pandemia de COVID-19 que incluyó un conjunto de medidas sanitarias y cambios de rutina diaria a nivel económico, social y político con el fin de controlar la crisis por COVID-19. Fue decretado por el gobierno de Colombia en cabeza del presidente Iván Duque y comenzó a regir el 20 de marzo de 2020. Inicialmente se había decretado por 19 días, sin embargo, se extendió progresivamente por fases, indicando cada vez nuevas excepciones. El 17 de abril se dio a conocer el decálogo de lo que sería el «Aislamiento Preventivo Obligatorio Colaborativo e Inteligente», en una nueva etapa de la cuarentena.
El gobierno de Colombia, desde el 4 de mayo de 2020, comenzó el plan de apertura para algunos sectores de la industria como la manufactura y la construcción con el fin de reducir la crisis económica transcurrida durante la pandemia. También anunció al día siguiente la extensión de la cuarentena por dos semanas más, abriendo más sectores de la industria y levantando ciertas restricciones. El 28 de mayo de 2020, se extiende el aislamiento hasta el 1 de julio de 2020.[cita requerida] El 23 de junio de 2020, el gobierno extiende el aislamiento hasta el 15 de julio de 2020, agregando más excepciones para la apertura de nuevos sectores económicos. El 28 de julio el presidente Iván Duque Márquez indicó que el aislamiento preventivo se extiende hasta el 31 de agosto, levantando las restricciones de movilidad impuestas para los adultos mayores de 70 años.
A partir del 1 de septiembre se abre todo el país, sin ninguna restricción y también se reabren los aeropuertos a pasajeros, excepto para quienes tengan síntomas de COVID-19 o sus familiares. Adicionalmente a las restricciones impuestas por el gobierno nacional, algunos gobiernos locales impusieron otras restricciones, tales como el pico y cédula. Este consiste en que, para actividades comerciales, bancarias o notariales, solo pueden salir aquellos cuyo número de la cédula de ciudadanía termina en dígitos pares o impares.
La cuarentena por COVID-19 en Colombia fue oficializada por el Gobierno mediante la expedición del Decreto 457 para el período de aislamiento preventivo obligatorio. Todas las personas de Colombia entraron en aislamiento preventivo obligatorio inicialmente desde el martes 24 de marzo a las 11:59 p. m. hasta el 13 de abril a la media noche. Posteriormente este período fue extendido por el Gobierno hasta el 26 de abril. 
El 23 de abril, debido a que la cifra de contagios y muertes aumentó drásticamente en las últimas semanas, el presidente extendió nuevamente la cuarentena hasta el 11 de mayo. El 5 de mayo, una nueva extensión del aislamiento preventivo obligatorio fue anunciada por el Gobierno, esta vez hasta el 25 de mayo. El 19 de mayo el Gobierno anunció una extensión final del  aislamiento preventivo obligatorio en esta fase hasta el 31 de mayo. A partir del 1 de junio empezó el aislamiento preventivo inteligente colaborativo que irá hasta el 30 de junio, con algunas excepciones.

#### El Salvador
Desde el pasado 7 de mayo rige en El Salvador una "Cuarentena Especial", ordenada por el presidente Nayib Bukele, debido al incremento de casos de coronavirus en este país centroamericano, que está en aislamiento domiciliar desde el 21 de marzo.
Por tanto, la "cuarentena especial" contempla que:
- El transporte colectivo solo podrá funcionar para dar movilidad al personal sanitario del país. El Decreto Ejecutivo 22 lo prohibía por completo.
- Las empresas privadas y el Gobierno deberán garantizar el transporte para sus trabajadores activos, que sean parte de actividades esenciales.
- El Gobierno facilitará la movilidad de personas con enfermedades crónicas que deban asistir a centros de atención médica y farmacias.
- El movimiento entre municipios continúa restringido.

#### Paraguay
La políticas de confinamiento en Paraguay por la pandemia de COVID-19 son una serie de decisiones de aislamiento sanitario de la población, que forman parte de una política de salud pública para combatir la pandemia, como así también medidas económicas y sociales para paliar sus efectos.  Las primeras medidas fueron tomadas el martes 10 de marzo de 2020 a las 18 horas aproximadamente, —tres días luego de informarse el primer caso por coronavirus—.   
El Gobierno Nacional estableció medidas sanitarias (pre-cuarentena o cuarentena parcial) por Resolución S.G.Nº90/2020, con el fin de evitar la propagación del virus -asumiendo una posible circulación comunitaria por el segundo paciente que provino de la Argentina vía terrestre-. Esta medida, que en principio rigió por 15 días, incluyó suspensión de las clases en todos los niveles, suspensión y restricción de toda actividad que impliquen aglomeración de personas, como eventos públicos y privados. Se han adoptado otras medidas sanitarias preventivas y restrictivas con el correr de los días, como el control y posterior cierre de fronteras, la restricción de desembarque de extranjeros, el toque de queda nocturno, el endurecimiento de los controles preventivos con el fin de verificar su cumplimiento, etc, 
Debido a la confirmación de transmisión comunitaria en el país el 20 de marzo, el Gobierno endureció las medidas sanitarias, decretando oficialmente -según decreto Nº3478/2020- una cuarentena total, denominado oficialmente Aislamiento Preventivo General, extendiéndose en principio hasta el 12 de abril, pero que llegó a prorrogarse varias veces en abril, extendiéndose finalmente hasta el 3 de mayo.  En este periodo, la libre circulación quedó restringida totalmente, a excepción de casos de necesidad o urgencia (adquirir alimentos, medicamentos, etc.), así como la de trabajadores exceptuados como los de servicios básicos y de salud. Debido a esto muchas tiendas de venta de productos no esenciales permanecieron cerradas y la mayoría de los habitantes —todos aquellos cuyos trabajos no estén dentro de las excepciones por ley—, debieron permanecer en sus hogares, sintiéndose en la economía nacional sus efectos. Así mismo, hubo muchos arrestos e imputados por personas que no acataron la cuarentena y/o no justificaron su circulación debidamente según establece el decreto.   
El 4 de mayo, empezó a regir la cuarentena 'inteligente', que vendría siendo oficialmente el Plan de Levantamiento Gradual del Aislamiento Preventivo General, con la apertura de ciertos sectores económicos bajo estrictas medidas sanitarias, divididas en cuatro fases, aunque se trate solo de una apertura a nivel "nacional".  El 5 de octubre, se deja atrás las fases de la Cuarentena Inteligente, para avanzar a una especie de nueva normalidad conocida como el "modo covid de vivir", liberando la mayor parte de las actividades manteniendo los cuidados sanitarios hasta la aparición de alguna vacuna o cura. Se permite ya la apertura a nivel internacional, como los vuelos internacionales o la apertura de fronteras terrestres. Eventualmente se podría plantear excepciones puntuales por zonas o por algún sector económico particular, si las circunstancias lo requieran.

#### Perú
[[File:
|De izquierda a derecha y de arriba abajo el desarrollo del Estado de emergencia: Policía Nacional del Perú bloqueando las calles de la ciudad de Iquitos en el Departamento de Loreto; alrededores del ex terminal Fiori y abastecimiento de agua en un cerro de San Martín de Porres en la Provincia de Lima; Jirón Bolívar de las ciudades de Huaraz y la Plaza de Armas de San Luis, ambos en el Departamento de Áncash, y mirada de Lima metropolitana desde un avión de las Fuerzas Armadas del Perú.]]
Las políticas de confinamiento en Perú por la pandemia de COVID-19, denominada como «aislamiento social obligatorio», fueron una medida de contención que fue establecida por el Gobierno peruano el domingo 15 de marzo de 2020 debido al número creciente de casos durante la Pandemia de COVID-19. Esta medida fue anunciada junto con el «Estado de emergencia», que impuso el cierre total de las fronteras y el transporte, entrando en vigor el día lunes 16 de marzo de 2020 desde las 00:00 hrs (UTC-5). La cuarentena obligaba a todos los ciudadanos peruanos y extranjeros a permanecer encerrados en sus hogares o residencias a excepción de situaciones como la adquisición de los bienes de primera necesidad, medicina, emergencia médica y algunos puestos de trabajo. También implicó el cierre de muchos negocios y actividades siendo el trabajo independiente e informal el sector más perjudicado a excepción de los trabajos de servicio público, salud, policía, medios de prensa, bancos y servicios del hogar (energía, agua, gas y telecomunicaciones). Esta medida también causó problemas de adaptación en la sociedad, registrándose una acumulación de 52 mil detenidos hasta el día 7 de abril siendo Lima, Piura y La Libertad los departamentos con más detenidos en el país.

## Consecuencias
El impacto socioeconómico de la pandemia de COVID-19 es una grave crisis mundial que inició a principios del año 2020, primeramente en China, y luego en todo el mundo, causado principalmente por la expansión de la enfermedad COVID-19. La pandemia de COVID-19 provocó, entre otras cosas, un impacto socioeconómico a nivel global. La alta circulación viral y rapidez de propagación del virus, así como las medidas impuestas por los Gobiernos con el fin de controlar la enfermedad para evitar un colapso sanitario, ha afectado severamente a la economía de los países, así como al estilo de vida de sus ciudadanos. Se ha dado lo que se conoce como "Exceso de mortalidad" en varios países del mundo debido a la COVID-19.
Esta crisis, a veces llamada el Gran Encierro, el Gran Confinamiento, la Coronacrisis o la crisis económica por coronavirus, ha causado la mayor recesión mundial de la historia. Esta crisis ha causado la caída del mercado de valores de 2020, un fuerte aumento del desempleo, el colapso de la industria del turismo, el colapso de la industria hotelera, el colapso de la industria de la aviación, el colapso del precio del petróleo, el colapso de pequeñas empresas, la desestabilización y colapso de la industria energética, el aumento de la deuda pública, el aumento de la desigualdad económica entre ricos y pobres, el cierre masivo de escuelas, el aumento de la desigualdad de aprendizaje educativo entre ricos y pobres, una gran desaceleración de la actividad del consumidor, una crisis de liquidez del mercado, la suspensión masiva de eventos culturales, artísticos, deportivos, religiosos, políticos, entretenimientos, entre otros eventos; así como grandes protestas y disturbios alrededor del mundo.
Durante los primeros meses, cuando la epidemia se limitaba casi exclusivamente a China, se produjo escasez generalizada de productos farmacéuticos, electrónicos y otros productos manufacturados debido a la paralización de numerosas fábricas en China. En ciertas localidades (en particular en Italia y Hong Kong) se observaron compras de pánico y la consiguiente escasez de comida y otros artículos esenciales de abastecimiento. La caída de la demanda de materias primas por el parón de actividad en China primero y luego en el resto del mundo llevó a fuertes caídas de precios, en particular del petróleo, lo cual perjudicó a los países y empresas productores. El miedo de los inversores les llevó a refugiar su dinero en valores considerados seguros, en particular la deuda pública de los países percibidos como más solventes. De manera colectiva, los empleos destruidos representan más de una cuarta parte de todos los puestos de trabajo en estas economías. A medida que las empresas pierden ingresos, el desempleo aumenta considerablemente, lo que transforma una perturbación en la oferta sobre una perturbación en la demanda aún más extensa para la economía.
Los mercados bursátiles mundiales empezaron a caer fuertemente el 24 de febrero de 2020 debido al aumento significativo en el número de casos de COVID-19 fuera de China continental. Para el 28 de febrero de 2020, los mercados bursátiles de todo el mundo acumulaban los mayores descensos de una semana desde la crisis financiera de 2008. Algunos comentaristas llamaron a esta caída un «cisne negro», si bien el inventor del concepto de cisne negro no está de acuerdo con la etiqueta porque considera que una pandemia como la de COVID-19 era altamente probable.  Las fuertes caídas prosiguieron las semanas siguientes, con fuertes bajadas el 9 de marzo y el 12 de marzo. 
A mediados de marzo la gravedad de la crisis obligó a intervenir a los gobiernos y a los bancos centrales de muchos países, a través de la política monetaria y la fiscal para evitar el colapso de la economía Los mercados bursátiles rebotaron rápidamente debido a la intervención de los bancos centrales de las principales potencias financieras, que inundaron de liquidez el sistema y redujeron fuertemente los tipos de interés. El índice estadounidense S&P500 recuperó su valor anterior a la pandemia en junio y en noviembre se batió el récord de subida mensual en las principales bolsas del mundo. Además de las acciones, también subieron fuertemente otros activos como el oro y las criptomonedas. Los mercados de Estados Unidos y de Alemania terminaron el año en máximos históricos, mientras que los de otros países como el Reino Unido y España cerraron 2020 con fuertes pérdidas. Las principales fortunas del mundo vieron aumentar su patrimonio alrededor de un 24% a lo largo del año.
Las protestas contra las respuetas tomadas por los gobiernos para frenar la expansión de la pandemia de COVID-19 como la cuarentena, toque de queda y aislamiento fueron manifestaciones, disturbios y saqueos en varias parte del mundo contra las políticas de inmovilización social y sus respectivas consecuencias.
Las protestas más significantes se desarrollaron en América, y Europa. La mayoría han sido esporádicas, aunque reciben el apoyo de algunos grupos políticos de diferentes ideologías. Además de los grupos vulnerables, las protestas también tienen presente el descontento de sanitarios por la ineficacia de sus respectivos gobiernos para garantizarles seguridad y evitar un colapso en los sistemas de salud.

### Consecuencias por sexo y género
Sin embargo, si hablamos de una de las consecuencias de la pandemia más impactante ha sido cómo ha afectado psicológicamente más a las mujeres que a los hombres. Esto se debe a la violencia de género contra las mujeres. El confinamiento en 2020 provocó que las mujeres tuvieran que pasar más tiempo encerradas en un mismo espacio con los maltratadores, además, en estos casos, la violencia se prolonga sin ser interrumpida, por lo que se generaron más conflictos familiares, en los que además en la mayoría de los casos también había niños y niñas presentes.
En este sentido, podemos hablar también de otro tipo de violencia durante dicha pandemia, esta se denomina como la ciberviolencia de género, es decir ataques hacia el sexo opuesto a través de internet y de las redes sociales.  Durante el confinamiento, se potenció sobre las mujeres y las niñas, la principal causa se debe a que como durante estos meses pasamos muchas más horas encerrados de lo habitual, hacíamos un mayor uso de las redes sociales y con ello este tipo de ataques. Muchas mujeres se vieron obligadas a realizar trabajos sexuales para subsistir. Por lo que se dieron más situaciones de abuso y explotación sexual, incrementando la posibilidad de contagio del virus entre ellas.